# Высока (Кировская область)
 Высока  — опустевшая деревня в Шабалинском районе Кировской области. Входит в состав Новотроицкого сельского поселения.

## География
Расположена на расстоянии примерно 23 км по прямой на север от райцентра поселка Ленинского.

## История
Известна была с 1873 года как починок Барутинско Мальчинской и Высоковской (Высоки), где дворов 15 и жителей 120, в 1905 (починок При речке Паозере или Нюрюжский, Криничата) 15 и 102, в 1926 (деревня Криничата или Нюрюжский, Криницынская мельница) 18 и 93, в 1950 (Криничата) 12 и 44, в 1989 29 жителей. По состоянию на 2020 год опустела.

## Население
Постоянное население составляло 1 человек (русские 100%) в 2002 году, 0 в 2010.